# شلالات روسومو

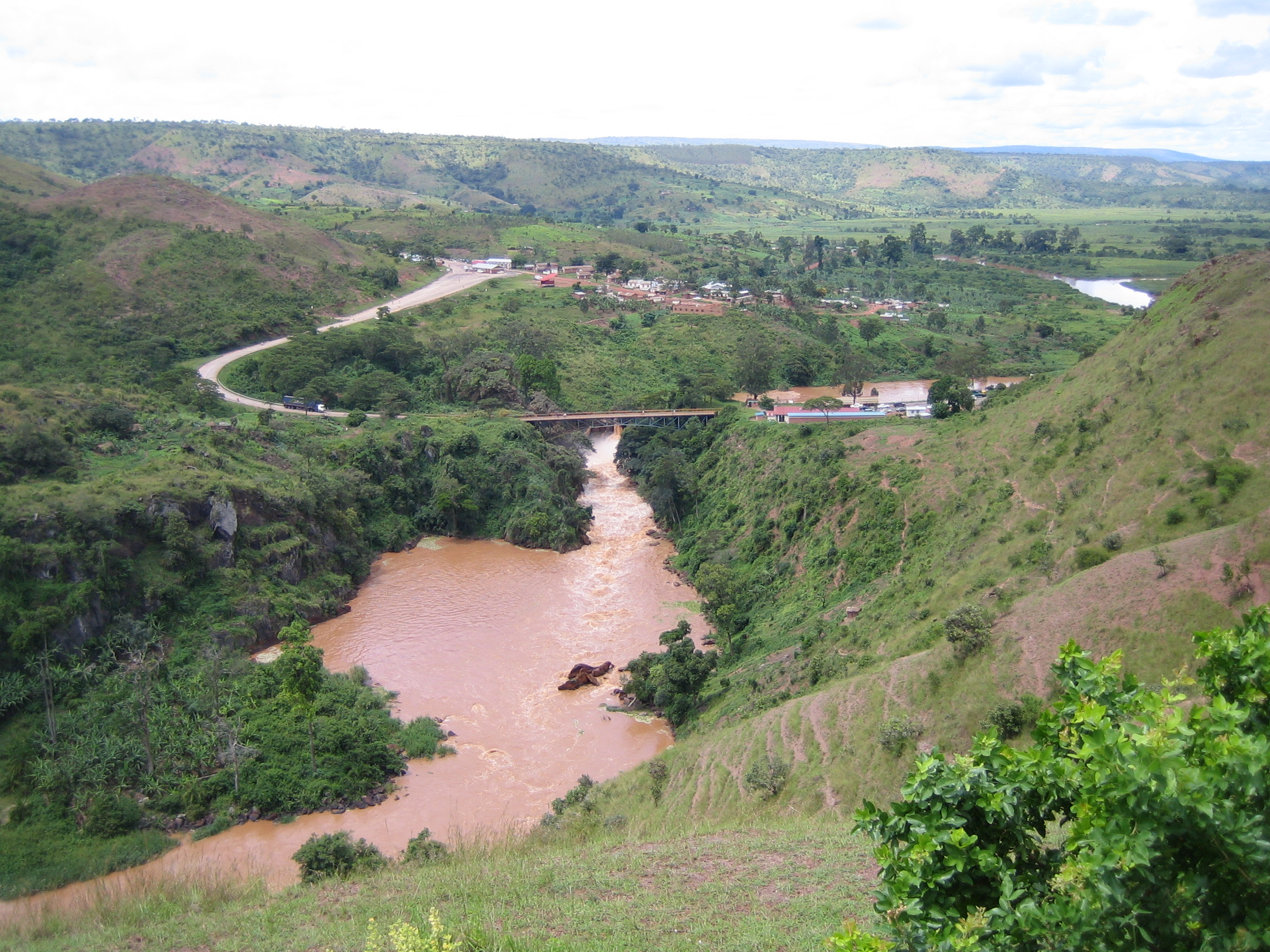
شلالات روسومو

شلالات روسومو (بالفرنسية: شيتس روسومو) هو شلال يقع على نهر كاجيرا على الحدود بين رواندا وتنزانيا، وهو جزء من منابع نهر النيل البعيدة، يصل ارتفاع الشلالات إلى حوالي 15 مترًا (49 قدمًا) وعرضها 40 مترًا (130 قدمًا)، وقد تشكلت على صخور ما قبل الكمبري والفينيليت الكوارتز.
على الرغم من أن الشلالات نفسها ليست من ارتفاع كبير مقارنة بالشلالات الأخرى، فقد لعبت دوراً هاماً في تاريخ رواندا؛ لأنها تشكل نقطة الجسر الوحيدة على النهر في تلك المنطقة.

## أحداث مهمة
كان الشلال موقعاً لبداية وصول للأوروبيين إلى رواندا في عام 1894، عندما جاء الكونت النبيل الألماني غوستاف أدولف فون غوتن من تنزانيا (كانت رواندا تعتبر جزءًا من شرق إفريقيا الألمانية منذ عام 1885 لكن لم يدخل أي ألماني بعد البلد). وتابع من هناك إلى قصر موامي في نيانزا، ثم إلى شواطئ بحيرة كيفو.

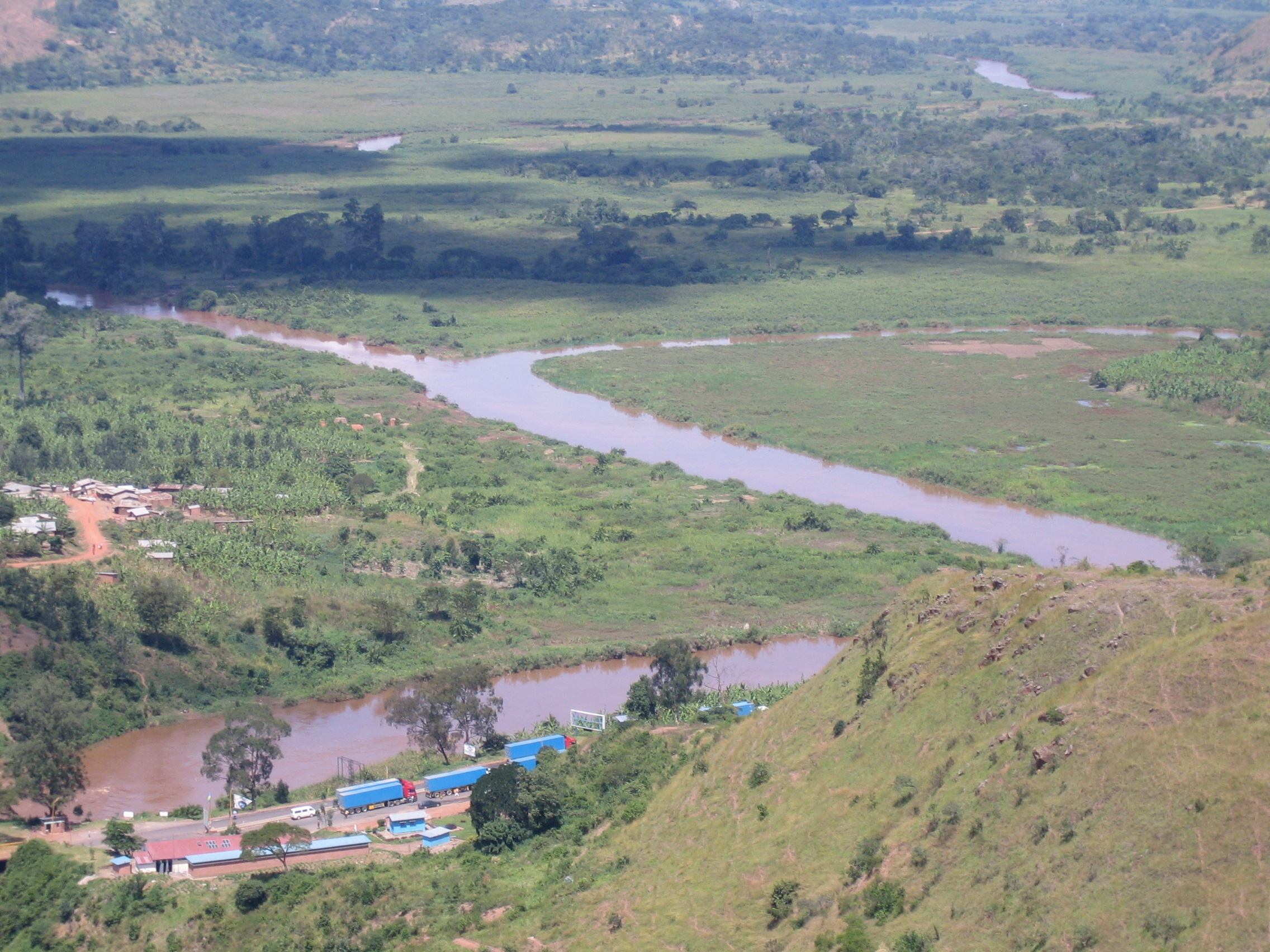

دخل البلجيكيون أيضًا رواندا عبر الشلال، عندما سيطروا على البلاد خلال الحرب العالمية الأولى في عام 1916. كان الجسر في روسومو هو المعبر الوحيد الممكن للنهر في ذلك الوقت، وقام الألمان بتحصين أنفسهم على الجانب الرواندي. من خلال اتخاذ مواقع في التلال المحيطة، تمكن البلجيكيون من إزالة هؤلاء الحراس باستخدام مدفعية محمولة تفتح الطريق الذي غزت به بقية البلاد.
اكتسبت الشلالات شهرة دولية خلال الإبادة الجماعية في رواندا عام 1994، حيث تدفقت الآلاف من الجثث تحت جسر روسومو بينما عبرت مجموعة متزامنة من اللاجئين عبرها، هربًا إلى تنزانيا هربًا من المذبحة . كانت هذه واحدة من أولى التدفقات الجماعية لأزمة اللاجئين في منطقة البحيرات الكبرى. تستنزف كاجيرا المياه من جميع مناطق رواندا باستثناء أقصى الغرب، وبالتالي تحمل جميع الجثث التي تم التخلص منها في الأنهار في جميع أنحاء البلاد. وقد أدى ذلك إلى إعلان حالة الطوارئ في المناطق المحيطة بشاطئ بحيرة فيكتوريا وغندافي أ، حيث تم غسل هذه الجثث في النهاية.